# مهرداد یکم، پادشاه پنتوس
مهرداد یکم سیتیس تس (به یونانی Mιθριδάτης Kτίστης; پادشاهی از ۲۸۱–۲۶۶ پ. م)، همچنین با نام مهرداد سوم کیوس نیز شناخته می‌شود،  اشراف‌زاده‌ای ایرانی و بنیانگذار پادشاهی پنتوس در آناتولی است. سیتیس‌تس در ادبیات یونانی به معنای بنیانگذار است.
گفته می‌شود مهرداد هم‌سال دمتریوس پولیورکتس بوده‌است، که به این معنی است که او در اواسط ۳۳۰ پیش از میلاد زاده شده‌است. در ۳۰۲ یا ۳۰۱ پیش از میلاد، در مدت کوتاهی پس از اعدام مهرداد دوم، پادشاه کیوس پدر مهرداد سوم، آنتیگون یکم قصد کرد، که مهرداد سوم را بکشد و خاندان کیوس را از میان بردارد و مالک کیوس شود. با این همه مهرداد با اطلاع‌رسانی دمتریوس پولیورکتس از قصد آنتیگون مطلع شد و به پافلاگونیا گریخت و در آن جا دژی استوار به نام سیمیاتا را اشغال کرد. نیروهای زیادی از مناطق مختلف به او پیوستند و به تدریج سلطنت خود را در پونتوس گسترد و پایه‌های تولد پادشاهی جدیدی را بنا نهاد. در حدود ۲۸۱ پیش از میلاد مهرداد عنوان بازیلیوس (پادشاه) را به دست آورد، که نشان می‌دهد، که قدرتش در آن هنگام بسیار افزایش یافته بود.

## یادداشت
1. ↑  Dueck, Daniela (2002). Strabo of Amasia: A Greek Man of Letters in Augustan Rome. Routledge. p. 3. ISBN 978-1-134-60561-3. Mithridates III of Cius fled to Paphlagonia after his father was killed by Antigonus and after he defeated certain Seleucid forces. In 281 BCE he became the first king of the Pontic dynasty and thus acquired the name "Ktistes", founder.
2. ↑  McGing, B.C. (1986). The Foreign Policy of Mithridates VI Eupator, King of Pontus. BRILL. p. 15. ISBN 978-9004075917. In 302 Mithridates II fell under suspicion of conspiring with Cassander against Antigonus and was killed near Cius. His son Mithridates III of Cius inherited the dynasty, but was warned by his friend Demetrius that he too was in danger from Antigonus and fled to Paphlagonia. Here he ruled for thirty six years (302-266) at some stage proclaiming himself Mithridates Ctistes, founder of the kingdom of Pontus and the line of Pontic kings.
3. ↑  Van Dam, Raymond (2002). Kingdom of Snow: Roman Rule and Greek Culture in Cappadocia. University of Pennsylvania Press. p. 17. ISBN 978-0-8122-3681-1. A Persian nobleman named Mithridates "the Founder" established himself as king of Pontus during the late fourth century B.C.
4. ↑  Appian, Mithridatic Wars 2.9
5. ↑  Strabo Geography 12.3
6. ↑  Plutarch, Lives, "Demetrius", 4
7. Memnon, History of Heraclea, 7
8. Stephanus, Ethnica, s. v. Ancyra
9. Diodorus Siculus, Histoire Universelle, xx. 111 بایگانی‌شده  در ۲۱ ژانویه ۲۰۲۰ توسط Wayback Machine, pag. 457
10. Appian, Mithridatic Wars 112